# Johan August Berndt
Johan August Berndt, född 19 juli 1833 i Sankt Nicolai församling, Stockholm, död 19 april 1896 i Katarina församling, Stockholm, var en svensk skådespelare och teaterdirektör.
Berndt var 1857-1860 anställd av Edvard Stjernström vid Mindre teatern och 1860-1867 hos Johan Petter Roos, där han utförde både allvarliga och komiska roller, bland annat var han en jovialisk Dardanell i Herr Dardanell och hans upptåg på landet. Han fick även god kritik för sina roller som Jean Valjean, Rochus Pumpernickel, kardinal Moltano i Klostret Castro och Qvasimodo i Ringaren i Notre Dame. När Hammerska ladan 1867 inreddes till teatersalong leddes den under första säsongen 1867-1868 under namnet "Nya teatern" av Berndt tillsammans med Anders Selinder. Därefter var han 1868-1869 tillsammans med Gustaf Erik Dahlgren och Gustaf Haqvinius direktör för ett associationssällskap. 1876-1878 och 1880-1881 ledde Berndt tillsammans med August Warberg Mindre teatern och var därefter 1881-1882 och 1883-1884 chef för Tivoliteatern i Kristiania, var 1884-1885 regissör hos Fritjof Carlberg och ledde 1885-1886 ett eget teatersällskap, med vilket han 30 oktober 1886 invigde Vasateatern. 1888-1889 spelade han med ett sällskap på Folkteatern i Stockholm och var åter anställd som regissör hos Carlberg 1889-1890.

## Teater

### Roller (ej komplett)
| År   | Roll      | Produktion                                     | Regi | Teater      |
| ---- | --------- | ---------------------------------------------- | ---- | ----------- |
| 1889 | Qvasimodo | Ringaren i Notre Dame Charlotte Birch-Pfeiffer |      | Folkteatern |